# Paul Anspach
Paul Anspach (n. 1 aprilie 1882, Brussel, Comunitatea Francofonă din Belgia⁠(d), Belgia – d. 28 august 1981, Vorst, Comunitatea Francofonă din Belgia⁠(d), Belgia) a fost un scrimer belgian care a practicat cele trei arme: spadă, floretă și sabie.
S-a născut într-o familie de avocați și politicieni. A fost el însuși doctor în drept, înscris în baroul din Bruxelles. De-a lungul carierei sale sportive, a cucerit cinci medalii olimpice la spadă, inclusiv două de aur, la patru ediții consecutive ale Jocurilor: Stockholm 1912, Anvers 1920, Paris 1924 și Londra 1908.
A contribuit la înființarea Federației Internaționale de Scrimă (FIE) în anul 1913. A fost președintele acestei organizații din 1933 până în 1948. În anul 1946 a primit primul trofeu „Challenge Chevalier Feyerick” acordat de FIE pentru „modul curajos și sportiv în care, în timpul războiului, a apărat interesele și prestigiul Federației, în ciuda pericolului”. În anul 1951 a primit și primul trofeu „Taher Pacha” acordat de Comitetul Olimpic Internațional. Pentru realizările sale a fost inclus în „Hall of Fame-ul” scrimei de FIE în anul 2013.

## Legături externe
Materiale media legate de Paul Anspach la Wikimedia Commons
- en Paul Anspach la Olympedia.org
- en  „Hall of Fame-ul” scrimei Arhivat în 12 august 2015, la Wayback Machine. la Federația Internațională de Scrimă